# گمینا گارباتکا-لتنگسکو
گمینا گارباتکا-لتنگسکو (به لهستانی:  Gmina Garbatka-Letnisko) یک گمینا در لهستان است که در شهرستان کوژنگتسه واقع شده‌است. گمینا گارباتکا-لتنگسکو ۷۴٫۰۱ کیلومتر مربع مساحت و ۵٬۳۳۸ نفر جمعیت دارد.